# Богатир (паровоз)
Богатир (рос. «Богатырь») — паровоз, один з перших, який був доставлений на Царськосільську залізницю в 1836 році.
Виготовлений у Бельгії на заводі «Кокеріль» в Серені. Це був найдешевший і найнадійніший паровоз вартістю 12000 руб сріблом, який пропрацював на залізниці понад 20 років і був списаний в 1860 році.
3 листопада 1838 року паровозу було присвоєно ім'я «Богатир»
У 1849 році паровоз був перейменований і отримав ім'я «Росія»

## Технічні дані
- Позначення — «Богатир»
- Осьова формула — 1-1-1
- Країна побудови — Бельгія
- Завод — «Кокеріль» в (Серені)
- Ширина колії — 1829 мм
- Роки побудови — 1836
- Всього побудовано — 1
- Конструкційна швидкість — 25 км/год
- Загальна розрахункова вага — 15,9 т
- Зчепна маса — 4,2 т
- Навантаження від осі на рейки — 6 т
- Тиск пари — 6,3 кг/см²
- Випаровуюча поверхня котла — 50,3 м²
- Діаметр рухомих коліс — 1676 мм
- Кількість жарових труб — 104
- Кількість циліндрів — 2
- Діаметр циліндрів — 356 мм
- Хід поршня — 457
- Країна експлуатації — Російська імперія